# Lomtärnen, Närke
Lomtärnen är en sjö i Askersunds kommun i Närke och ingår i Norrströms huvudavrinningsområde.